# Aiello del Sabato
Aiello del Sabato ([aˈjεllo ˈdel ˈsabato], Ajello d'o Sabbato in dialetto irpino) è un comune italiano di 4 031 abitanti della provincia di Avellino in Campania.

## Origine del nome
Il termine deriva dal latino agellus, diminutivo di ager (campo). L'aggiunta del nome "Sabato" è dovuta alla presenza di diversi comuni e frazioni omonimi e deriva dal fiume Sabato, che percorre la bassa Irpinia in direzione nord congiungendosi poi al Calore Irpino all'altezza di Benevento, ma che curiosamente non attraversa né lambisce il territorio comunale, scorrendo poco più di 1 km ad est dello stesso.

## Geografia fisica
Il territorio comunale si colloca in una zona collinare, ricca di vegetazione e sorgenti d'acqua, immediatamente a sudest del capoluogo provinciale; in particolare, il centro storico occupa una collina di circa 440 metri d'altitudine, che domina da un lato l'intero sistema urbano di Avellino, di cui il comune stesso fa parte, e dall'altro l'alta valle del fiume Sabato.

## Storia
Alcuni scavi archeologici lasciano pensare che la fondazione delle città abbia origine in epoca romana se non addirittura nel Paleolitico. Tutte le abitazioni delle colline circostanti furono delle ville romane o case dove gli abitanti si rifugiarono durante il periodo di invasione da parte dei Longobardi. I primi documenti scritti risalgono al 1045.

### Simboli
Lo stemma adottato dal comune si presenta d'oro, alla quercia chiomata di verde e fustata al naturale, nodrita sulla sommità di un monte a tre cime pure di verde, quella al centro più alta, il tutto sostenuto dalla fascia di verde, abbassata e caricata della scritta in lettere maiuscole d'oro UNIVERSITAS AJELLI posta su due righe. Il gonfalone è un drappo di azzurro.

## Monumenti e luoghi d'interesse
- Palazzo Ricciardelli

## Società

### Evoluzione demografica
Abitanti censiti

### Etnie e minoranze straniere
Al 1º gennaio 2010 nel territorio di Aiello del Sabato risultano residenti 76 cittadini stranieri. I gruppi più numerosi sono quelli di:
- Ucraina 24
- Romania 14
- Polonia 10
- Bulgaria 10

fonte Istat

### Lingue e dialetti
Accanto alla lingua italiana, nel territorio di Aiello del Sabato è in uso il dialetto irpino.

## Cultura

1944: donne di Aiello con una ausiliaria americana

### Eventi

#### Favolarte
Dal 2008, solitamente nella prima settimana di agosto, si svolge nel centro storico del paese il reality show medievale Favolarte. Lo spettacolo, che vede le quattro principesse (rappresentanti delle quattro contrade aiellesi) rinchiuse dalla regina tra le mura di un castello per 72 ore, prende spunto dalla visita della Regina Giovanna I di Napoli, la quale, secondo la tradizione, dimorò ad Aiello per 25 giorni nel Palazzo Ricciardelli.

#### Fiano Music Festival
Dal 2003, il primo weekend di settembre si svolge il Fiano Music Festival, evento enogastronomico che abbina alla degustazione dei vini tipici della tradizione irpina (Fiano di Avellino DOCG in primis) prodotti dalle migliori cantine della zona, concerti swing-jazz e manifestazioni artistiche di vario genere. Il festival, svolto in collaborazione con Slow Food e numerose associazioni locali, dall'ottava edizione (2010) viene ospitato nelle ampie sale del nuovo centro sociale. Fino al 2009 l'evento si è svolto nell'elegante location di Villa Preziosi, nella frazione di Tavernola San Felice.

## Geografia antropica

### Urbanistica
Il centro storico è andato progressivamente espandendosi, principalmente in direzione Cesinali, in seguito al continuo afflusso di nuovi abitanti, provenienti per lo più dal vicino capoluogo. Il comune inoltre comprende le frazioni Tavernola San Felice, un tempo comune autonomo, e Sabina, quest'ultima a ridosso del comune di Atripalda e separata dal resto della cittadina dal nucleo urbano di Cesinali, che pure per diversi anni (1927-1950) ha fatto parte del comune di Aiello del Sabato.

## Amministrazione

### Sindaci
| Periodo | Periodo   | Primo cittadino       | Partito                    | Carica  | Note |
| ------- | --------- | --------------------- | -------------------------- | ------- | ---- |
| 1993    | 1997      | Filippo Cascitti      | DC                         | Sindaco |      |
| 1997    | 2001      | Filippo Cascitti      | centro                     | Sindaco |      |
| 2001    | 2011      | Antonio Felice Caputo | centro                     | Sindaco |      |
| 2011    | 2021      | Ernesto Urciuoli      | lista civica "Viva Aiello" | Sindaco |      |
| 2021    | in carica | Sebastiano Gaeta      | lista civica "Viva Aiello" | Sindaco |      |